# 侵蚀轮回说
侵蚀轮回说也叫地理轮回说、地貌轮回说。是一种关于地貌演化过程的学说。1889年由美国地理学家威廉·莫里斯·戴维斯最先提出。这种理论认为地貌是构造、营力和时间（侵蚀阶段）的函数。例如，构造运动使地壳上升为山地，山地在流水不断侵蚀下，要经历以河流下蚀作用为主的幼年期，以侧蚀作用为主的壮年期和侵蚀微弱地面降低为缓坡的老年期，到最后地面被夷平为准平原。然后地壳再次上升，进入下一个轮回。这就是河流侵蚀轮回。此外根据营力不同还有风蚀轮回、冰蚀轮回和海蚀轮回等。每一轮回都可分为幼年、壮年、老年不同阶段，各演化阶段具有不同地貌特征。该理论曾经是地貌学的一项重要的基本理论，影响长达数年，对20世纪初期地貌学的发展有很大的推动作用。